# Шанхай Шуньфань
«Шанхай Шуньфань» (кит. упр. 上海申梵) — бывший китайский футбольный клуб, представлявший город Шанхай, Китай. Домашние матчи принимал на площадке Стадион спортивного центра Фэнсянь. Команда принимала участие в розыгрыше второй лиги Китая по футболу.

## История
Первоначально клуб был создан в 2012 году и назывался «Шанхай Сан & Фан» (англ. Shanghai Sun & Fun F.C., кит. упр. 上海森梵足球俱乐部). 30 декабря 2015 года команда сменила название на «Шанхай Шуньфань» (кит. упр. 上海申梵足球俱乐部). Клуб выступал в Любительской лиге 2016 года и в этом же году выиграл Кубок Шанхая по футболу, а также занял первое место в финале юго-восточной группы А. В стадии плей-офф команда заняля четвертое место и получила возможность в сезоне 2017 года выступить во второй лиге Китая по футболу.
В 2018 президент клуба и бывший футбольный комментатор, Чжоу Лян был арестован, а вслед за этим команда прекратила своё существование.

## Изменение названия
- 2012–2015 Шанхай Сан & Фан 上海森梵
- 2015–2018 Шанхай Шуньфань» 上海申梵

## Главные тренеры
- Чэн Лян (2016–2017)
- Тэсима Ацуси (2018)
- Чжан Чжиган (2018)